# تونی ریوولوری
آنتونی ریوولوری (انگلیسی: Anthony Revolori؛ زادهٔ ۲۸ آوریل ۱۹۹۶) بازیگر آمریکایی است. او برای بازی در نقش مصطفی در فیلم هتل بزرگ بوداپست که برای آن نامزد چندین جایزه شد، و فلش تامپسون در دنیای سینمایی مارول شناخته‌می‌شود.

## زندگی و حرفه
تونی ریوولوری در آناهایم، کالیفرنیا متولد و بزرگ شد. پدر و مادر او سونیا و ماریو اهل گواتمالا هستند. پدر او زمانی که در گواتمالا زندگی می‌کرد، بازیگر بود. همچنین برادر او، ماریو، نیز بازیگر است.
او کار خود را به عنوان بازیگر، در کودکی و با حضور در فیلم‌های تبلیغاتی آغاز کرد. اولین نقش مهم و برجسته او مصطفی در فیلم هتل بزرگ بوداپست بود که با تحسین منتقدان همراه بود و در سال ۲۰۱۴ توسط مجله ایندی‌وایر به عنوان یکی از بهترین بازیگران زیر بیست سال انتخاب شد. او در سال‌ ۲۰۱۷ برای ایفای نقش فلش تامپسون به دنیای سینمایی مارول پیوست و این نقش را در فیلم‌های مرد عنکبوتی: بازگشت به خانه، مرد عنکبوتی: دور از خانه و مرد عنکبوتی: راهی به خانه نیست ایفا کرد.

## فیلم‌شناسی

### فیلم
| سال  | نام                            | نقش               | یادداشت |
| ---- | ------------------------------ | ----------------- | ------- |
| ۲۰۱۴ | هتل بزرگ بوداپست               | مصطفی             |         |
| ۲۰۱۶ | موج پنجم                       | دامبو             |         |
| ۲۰۱۷ | مرد عنکبوتی: بازگشت به خانه    | فلش تامپسون       |         |
| ۲۰۱۷ | لطفاً حاضر باش                  | نمو               |         |
| ۲۰۱۹ | مرد عنکبوتی: دور از خانه       | فلش تامپسون       |         |
| ۲۰۲۰ | فرار                           | پسر بروکلینی      | صداپیشه |
| ۲۰۲۱ | گزارش فرانسوی                  | جوانی موسی رزنتال |         |
| ۲۰۲۱ | مرد عنکبوتی: راهی به خانه نیست | فلش تامپسون       |         |
| TBA  | استروید سیتی                   |                   |         |

### تلویزیون
| سال        | نام            | نقش   | یادداشت                   |
| ---------- | -------------- | ----- | ------------------------- |
| ۲۰۰۶       | یگان           | پسر   | قسمت: «باایمان‌های واقعی»  |
| ۲۰۰۷       | دارودسته       | پسر   | قسمت: «به جنگل خوش آمدید» |
| ۲۰۰۹       | نام من ارل است | هانهو | قسمت: «نام من الیاس است»  |
| ۲۰۱۳       | بی‌شرم          | سانچز | قسمت: «رؤیای آمریکایی»    |
| ۲۰۱۹–اکنون | خدمتکار        | توبی  | ۶ قسمت                    |

## جوایز
| سال  | فیلم             | جایزه                                                                 | نتیجه    |
| ---- | ---------------- | --------------------------------------------------------------------- | -------- |
| ۲۰۱۴ | هتل بزرگ بوداپست | جایزه جامعه منتقدان فیلم دیترویت برای بهترین گروه بازیگری             | نامزدشده |
| ۲۰۱۴ | هتل بزرگ بوداپست | جایزه انجمن منتقدان پخش فیلم برای بهترین بازیگر جوان                  | نامزدشده |
| ۲۰۱۴ | هتل بزرگ بوداپست | جایزه انجمن منتقدان پخش فیلم برای بهترین گروه بازیگری                 | نامزدشده |
| ۲۰۱۴ | هتل بزرگ بوداپست | جایزه انجمن منتقدان فیلم شیکاگو برای بهترین بازی                      | نامزدشده |
| ۲۰۱۴ | هتل بزرگ بوداپست | جایزه انجمن منتقدان فیلم فونیکس برای بهترین بازیگر جوان مرد           | نامزدشده |
| ۲۰۱۴ | هتل بزرگ بوداپست | جایزه انجمن منتقدان فیلم فونیکس برای بهترین بازیگر                    | نامزدشده |
| ۲۰۱۴ | هتل بزرگ بوداپست | جایزه انجمن منتقدان فیلم سن دیگو برای بهترین گروه بازیگری             | نامزدشده |
| ۲۰۱۴ | هتل بزرگ بوداپست | جایزه انجمن منتقدان فیلم اس. تی لوییس برای بهترین بازیگر نقش مکمل مرد | نامزدشده |
| ۲۰۱۴ | هتل بزرگ بوداپست | جایزه ساترن بهترین بازیگر جوان                                        | نامزدشده |
| ۲۰۱۴ | هتل بزرگ بوداپست | انجمن منتقدان فیلم منطقه واشینگتن، دی.سی. برای بهترین بازیگر جوان     | نامزدشده |
| ۲۰۱۴ | هتل بزرگ بوداپست | انجمن منتقدان فیلم منطقه واشینگتن، دی.سی. برای بهترین گروه بازیگری    | پیروز    |